# Sega Rally 2
Sega Rally 2 (セガラリー2 en japonais) est un jeu vidéo de course de rallye développé par Sega AM5 et édité par Sega, sorti en 1998 sur arcade, puis porté en 1999 sur Dreamcast, puis sur PC. C'était un des jeux de lancement de la Dreamcast en Europe.

## Accueil
- Gamekult : 6/10 (DC)[1]

## Développement
Parmi les membres de l'équipe Sega, Kenji Sakaki, Tomoyuki Kawamura et Kazuhiro Mori ont assisté au championnat du monde des rallyes avant de commencer à développer le jeu en février 1997 sur la toute nouvelle carte d'arcade Model 3.
Les serveurs du jeu ferment au Japon en février 2001.